# 南方公园（少儿不宜）
《南方公园 (少儿不宜)》（英語：South Park (Not Suitable For Children)）是2023年美國成人動畫喜劇电视电影，亦是南方公園流媒体电影系列的第六部。它於2023年12月20日在派拉蒙+首播，戏仿了互聯網訂閱服務OnlyFans和社交媒體影響者，包括 罗根·保罗和他的產品Prime飲料。
一位南方公园小学老师被发现开通OnlyFans页面后，兰迪不得不仔细观察一下网红世界的阴暗面。

## 剧情
南方公园小学的家长和学校管理層对社交媒体影响者推廣补水饮料Cred一事感到擔憂，因為学生们開始将其视为身份象征。在這一背景下，四年级学生克莱德·多诺万謊稱自己经常喝Cred。他的父亲罗杰和继母珍妮丝禁止他喝它，因为它含有人工甜味剂，但克莱德反抗他們的決定，说珍妮丝并不是他真正的母亲。克莱德的同学阿ㄆㄧㄚˇ、槌哥、大頭邀请克莱德加入他们的Cred愛好者小组。他为了延續Cred愛好者的虚假形象，而从Nathan經營的黑市上买了一个空的Cred瓶子，并在里面装满苹果汁。小组後來揭發這一手段，令克莱德受到排斥。为了恢复形象，他们前往科罗拉多州普韦布洛参加一个活动，购买限量版 Super Cred，但那里的一群孩子却引发了骚乱。该小组意识到他们已被有影响力的人操纵，并决心找到克莱德最喜欢的紅人洛根·勒杜什。
与此同时，兰迪·马什开始制作无底线的OnlyFans视频，但莎伦不以为然，她通过创建自己的OnlyFans帐户反击之，取得更大成功。为了增加订阅者数量，兰迪开始在视频中蹭Cred的熱度。莎伦开始担心内容会吸引未成年人，但兰迪拒绝停止。在一位经纪人向他解释了赞助商如何相互竞价以使顶级紅人推广他们的产品后，兰迪参加了一场拍卖，影响力被拍卖给出价最高的人。但途中联邦调查局的特工逮捕了他，並向他展示「錬銅業」（原文為miners，音近未成年人的英語）的色情图片，促使他合作。同時，克莱德和他的朋友找到了洛根，洛根解释说他只是按更高权力者工作的指示影响人们，但在他透露他的赞助人之前，他被狙击手暗杀了。
联邦调查局从屋顶上射杀了刺客，结果发现他是拍卖师，充当中间人。回到家后，孩子们看到兰迪扔掉了所有的Cred。他解释说，他这样做是因为社交媒体行业不适合儿童，後者要明白自己总是被盯上及想要影响他们的是誰。克莱德回到家，质问珍妮丝，因为她是他生活中看不见的紅人。她承认，尽管反对儿童飲用Cred，但她还是為了更了解克莱德而喝了它。当克莱德问她是否可以叫她“妈妈”时，她同意了，但他接着说：“我日你妈妈！”在冲走之前。尽管如此，珍妮丝的心还是因为他称呼她为母亲而感到温暖。
第二天在学校，愛好者小组展示了从兰迪那里回收特別口味版Cred，卡特曼将其中一瓶送给了克莱德。他喝了它，并说它的味道棒极了，促使其他学童欢呼雀跃。

## 演员
- 特雷·帕克
- 马特·斯通
- 艾普丽尔·斯图尔特
- 金伯利·布鲁克斯
- 杰西卡·麦金森
- 克里斯·博科维克
- 贝蒂·布吉·帕克
- 克利奥帕特拉石
- 雅各布·格雷厄姆·史密斯
- 卢卡斯·阿尔瓦拉多
- 克拉拉·德尔·特雷迪奇
- 曼努埃尔·德尔·特雷迪奇
- 尼娜·费克尔
- 德米安·加纳
- 凯拉霍姆斯
- 格蕾丝·佩蒂
- 宰英
- 贾奈·杨

## 创作
2021 年 8 月 5 日，喜剧中心宣布特雷·帕克和马特·斯通签署了一项价值 9 亿美元的协议，将该剧延长至 30 季至 2027 年，并推出 14 部故事片，由派拉蒙+流媒体平台独家播放。最终确认它们每年将作为两部电影上映。帕克和斯通后来表示，这些项目不会是故事片，而是派拉蒙全球公司决定将它们的电影用作宣传自家流媒体服务。

## 泄露
2023 年 12 月 17 日，YouTube 频道 The Roundtable 称，电影的预告片视频于当天意外泄露到 YouTube，预告片显示了电影发行日期。该预告片随后从 YouTube 上撤下，直到实际发布日期为止。